# Alter Turm (Eitorf)

Das Eitorfer Wahrzeichen

Der Alte Turm in Eitorf wurde 1945 bei einem Bombenangriff zerstört. Er war Wahrzeichen von Eitorf und ist im Wappen abgebildet.

## Geschichte
Der Alte Turm war Restturm der um 1170 erbauten und 1889 abgebrochenen alten Kirche auf dem heutigen Marktplatz. Er war über 21 Meter hoch und hatte eine Seitenlänge von acht Metern. Nach dem Abbruch der alten Kirche blieb er aus Kostengründen stehen, zunächst als Glockenturm für die im Bau befindliche neue Kirche, später als Wahrzeichen. 1913 wurde im vermauerten Durchgang zum abgerissenen Kirchenschiff ein Ehrenmal für die Gefallenen des Ortes eingeweiht.
Am 17. März 1945 wurde der Turm von einer Fliegerbombe getroffen und stürzte ein. Hierbei begrub er 25 Menschen unter sich, die in ihm Schutz gesucht hatten, darunter auch einen Spanier und drei Franzosen.

## Erinnerung
Die Umrisse des Fundamentes sind heute als farbiges Pflaster zusammen mit einer Gedenkplakette Andenken an den Alten Turm. Außerdem führt die Turmgasse auf den Marktplatz.